# Hadron
Een hadron is een subatomair deeltje dat uit quarks bestaat. Deze quarks worden door onderlinge uitwisseling van gluonen bijeen gehouden. De naam is afgeleid van het Griekse hadros, dat sterk betekent. Dit omdat de gluonen de sterke kernkracht vertegenwoordigen.
Er zijn twee categorieën hadronen:
- Baryonen (zoals protonen en neutronen). Deze bestaan uit drie quarks, hebben een halftallige spin en zijn dus fermionen.
- Mesonen (zoals pionen en kaonen). Deze bestaan uit een quark en een antiquark, hebben een heeltallige spin en zijn dus bosonen.

Het grootste gedeelte van de massa van een hadron bestaat uit potentiële en kinetische energie.
Zo bevat een proton (invariante massa 938 MeV/c2),
twee up-quarks (2×3 MeV/c2) en een down-quark (6 MeV/c2). De overige massa is rustmassa-energie volgens Einsteins formule E = mc2, waarbij m de massa van het deeltje is als het in rust is.
De massa van het heelal bestaat voor vier procent uit hadronen. 23% is donkere materie en 73% is donkere energie, aldus resultaten van de WMAP.